# Mistrzostwa Oceanii w Judo 1988
11. Mistrzostwa Oceanii w judo odbywały się w 1988 roku w Sydney. W tabeli medalowej tryumfowali zapaśnicy z Australii.

## Klasyfikacja medalowa
| Miejsce | Państwo       |   |   |    | Razem |
| ------- | ------------- | - | - | -- | ----- |
| 1       | Australia     | 4 | 5 | 8  | 17    |
| 2       | Nowa Zelandia | 4 | 3 | 3  | 10    |
| Razem   | Razem         | 8 | 8 | 11 | 27    |

## Medaliści

### Mężczyźni
| Konkurencja:  | Złoto:        | Srebro:        | Brąz:                        |
| −60 kg        | Carl Conran   | W. Silver      | Angelo Vlahek Shane Viglione |
| −65 kg        | Brent Cooper  | Craig Monaghan | Simon Stones Darren Fagan    |
| −71 kg        | Jon Symmons   | Chris Smith    | Gary Banks Steve Corkin      |
| −78 kg        | Graeme Spinks | Greg Matthews  | Chris Palmer Bryan Spinks    |
| −86 kg        | Bill Vincent  | Scott Withers  | ----                         |
| −95 kg        | Wayne Watson  | Mike Smith     | Dean Lampkin                 |
| powyżej 95 kg | Robert Ivers  | Ian Grey       | ----                         |
| Open          | Chris Palmer  | Cliff Dawson   | Graeme Spinks Gavin Kelly    |